# Honey♥Come!!
「Honey♥Come!!」（ハニ・カム）は、小倉唯の5枚目のシングル。2015年8月12日にキングレコードから発売された。

## 概要
小倉のシングルとしては前作『Tinkling Smile』以来約1年ぶりのリリースとなる。販売形態は期間限定盤（KICM-91607）と通常盤（KICM-1608）の2種類で、期間限定盤には本曲のPVとそのメイキング映像を収録したDVDが同梱されている。
表題曲は、テレビアニメ『城下町のダンデライオン』のエンディングテーマに起用された。曲名は作詞を担当した大森祥子によると「以前のレコーディングで小倉がよくはにかんでいた」ことに起因している。歌詞の内容は作品と小倉自身の思っていることがリンクするように制作されている。
カップリング曲の『ガーリッシュエイジ』はアッパーなダンスチューンであり、小倉は内容について、分かると分からないの中間という意味で「不思議な曲」と評している。
表題曲はPVが制作されており、ミツバチをイメージしたドレスを着た小倉がダンスを披露している。また、ディスクジャケットはハートがモチーフとして使用されており、期間限定盤ではスカートの裾がハートマークになっており、通常盤では小倉が手でハートマークを作っている。

## シングル収録内容
| #         | タイトル                                 | 作詞         | 作曲      | 編曲      | 時間  |
| --------- | ---------------------------------------- | ------------ | --------- | --------- | ----- |
| 1.        | 「Honey♥Come!!」                         | 大森祥子     | 俊龍      | 大久保薫  | 4:07  |
| 2.        | 「ガーリッシュエイジ」                   | こだまさおり | 神谷礼    | 河合英嗣  | 3:31  |
| 3.        | 「Honey♥Come!!（TV size）」              |              |           |           | 1:32  |
| 4.        | 「Honey♥Come!!（off vocal ver.）」       |              |           |           | 4:07  |
| 5.        | 「ガーリッシュエイジ（off vocal ver.）」 |              |           |           | 3:29  |
| 合計時間: | 合計時間:                                | 合計時間:    | 合計時間: | 合計時間: | 16:47 |

| #  | タイトル                      | 作詞 | 作曲・編曲 |
| -- | ----------------------------- | ---- | ---------- |
| 1. | 「Honey♥Come!!」(MUSIC VIDEO) |      |            |
| 2. | 「Honey♥Come!!」(MAKING)      |      |            |

## チャート
| チャート（2014年）                | 最高位 |
| --------------------------------- | ------ |
| オリコン                          | 13     |
| Billboard JAPAN Hot 100           | 30     |
| Billboard JAPAN Hot Animation     | 7      |
| Billboard JAPAN Hot Singles Sales | 11     |

## 収録アルバム
| 曲名         | 収録アルバム        | 発売日        |
| ------------ | ------------------- | ------------- |
| Honey♥Come!! | 『Cherry Passport』 | 2017年7月26日 |